# Benjamin Auer
Benjamin Auer (né le 11 janvier 1981 à Landau en Allemagne de l'Ouest) est un joueur de football allemand qui joue au poste d'attaquant.

## Biographie

### Club
Étant jeune, il rejoint l'équipe du HSV Landau, avant de partir jouer dans sa première équipe de jeunes majeure, le FSV Offenbach. À l'âge de 15 ans, il part jouer au Kaiserslautern, où il joue jusqu'en 1999. Il signe ensuite son premier contrat professionnel au Karlsruher SC où il joue juste une saison, avant de rejoindre le Borussia Mönchengladbach.
Il a en tout joué près de 60 matchs dans sa jeunesse entre l'âge de 16 et 20 ans. Il aide le 1. FSV Mainz 05 à rejoindre la Bundesliga en 2004.
Il rejoint ensuite la 2. Bundesliga et l'équipe de l'Alemannia Aix-la-Chapelle le 1er juillet 2008.
Pour sa première saison, il termine co-meilleur buteur de 2. Bundesliga avec 16 buts, les deux saisons suivantes il continue sur le même rythme en inscrivant 14 et 20 buts sans toutefois être le meilleur buteur de la division. Il est notamment devancé par Nils Petersen en 2011. Malgré tous ces buts, son club loupe la montée chaque saison.

### Sélection
Auer joue en tout 23 matchs avec l'équipe d'Allemagne espoirs entre 2002 et 2004, et inscrit pas moins de 15 buts.